# Patricia olygyrtis
Patricia olygyrtis är en fjärilsart som beskrevs av William Chapman Hewitson 1877. Patricia olygyrtis ingår i släktet Patricia och familjen praktfjärilar. Inga underarter finns listade i Catalogue of Life.